# La trastienda (película)
La trastienda (en Estados Unidos Blood and Passion e internacionalmente Back of the Store) es una película española de 1975. Dirigida por Jorge Grau cuenta con guion de Alfonso Jiménez y José Frade, basada en un relato de Frade y de Grau. Protagonizada por María José Cantudo, Frederick Stafford y Rosanna Schiaffino la película es recordada especialmente por mostrar el primer desnudo integral del cine de la Transición española.

## Sinopsis
La trastienda narra la fuerte atracción mutua que sienten un conocido médico, el doctor Navarro, y su enfermera, Juana. El doctor se mantiene fiel a su esposa y para evitar que su relación con su enfermera traspase los límites profesionales ordena que sea destinada a otro hospital, lo que lleva a Juana a tomar la iniciativa provocándole.

## Reparto
- María José Cantudo - Juana Ríos
- Frederick Stafford - Doctor Navarro
- Rosanna Schiaffino - Lourdes
- Ángel del Pozo - Raimundo
- José Suárez - Don Pablo
- Pep Munné - Jaime (hijo)
- Carmen de Lirio - Concha
- Maruchi Fresno - Sagrario
- Ignacio de Paúl - Fernando
- Joaquín Hinojosa - Juanra
- Covadonga Cadenas - Begoña
- Susana Estrada - Paz
- Santiago Rivero - Padre
- Mimí Muñoz - Madre
- Mayte Calvo - Pilar
- José Luis Barceló - Fermín
- José María Lacoma - Muchachote
- Julio Monje - Mocetón
- Carmen Rossi - Enfermera
- Antonio Gonzalo
- Bruno Sismondi
- Eusebio Ríos
- Francisco Yagüe
- Paquita Cespo - Criada
- Jesús Fernández
- Jack White

## Producción
El rodaje y estreno de La trastienda fue posible gracias a los cambios implementados en febrero de 1975 por el Ministerio de Información y Turismo, relativo a la censura cinematográfica,  y que flexibilizó la prohibición de mostrar desnudos en las películas, permitiéndola «según las necesidades» del realizador. Por ello se la considera como una cinta precursora del «cine de destape», término asociado en este periodo a películas de alto contenido erótico. Además del factor erótico la película contaba como reclamo su ambientación, situada durante la fiesta de los Sanfermines de Pamplona, y mostrar una crítica al Opus Dei.
En algunas ediciones en DVD (por ejemplo en Divisa) mantuvieron cierta censura sobre el desnudo integral pues se recortó con una banda negra el formato para impedir que se viera el pubis de la actriz en el famoso plano de dos segundos frente al espejo.